# Alice Taglioniová
Alice Taglioniová (* 26. července 1976, Ermont, Val-d'Oise) je francouzská herečka.

## Životopis
Před kamerou se poprvé objevila v roce 2001 v televizním snímku Quatre copains. Poté ztvárnila hlavní roli v thrilleru Brocéliande (2002), stejně jako vedlejší postavu ve filmu The Pharmacist (2003).
Během natáčení Grande école se seznámila se svým partnerem, francouzským hercem Jocelynem Quivrinem (nar. 1979), který v listopadu 2009 tragicky zahynul na dálnici A13 při autonehodě. Mají spolu syna Charlieho (nar. 18. března 2009).
V roce 1996 byla zvolena Miss Korsiky, regionálního kola celostátní soutěže Miss Francie.

## Herecká filmografie

### Film
- Felix a Rose – Láska po francouzsku (2002)
- Společenství Druidů (2002)
- Le Pharmacien de garde (2003)
- Francouz (2003)
- Rien que du bonheur (2003)
- Grande école (2004)
- Lži a zrady (2004)
- L'Ultimatum (2005), krátkometrážní
- Sky Fighters: Akce v oblacích (2005)
- Kaktus (2005)
- Růžový panter (2006)
- Dablér (2006)
- Ostrov pokladů (2007)
- Acteur (2007)

- Hra pro čtyři (2007)
- Náš nelítostný svět (2008)

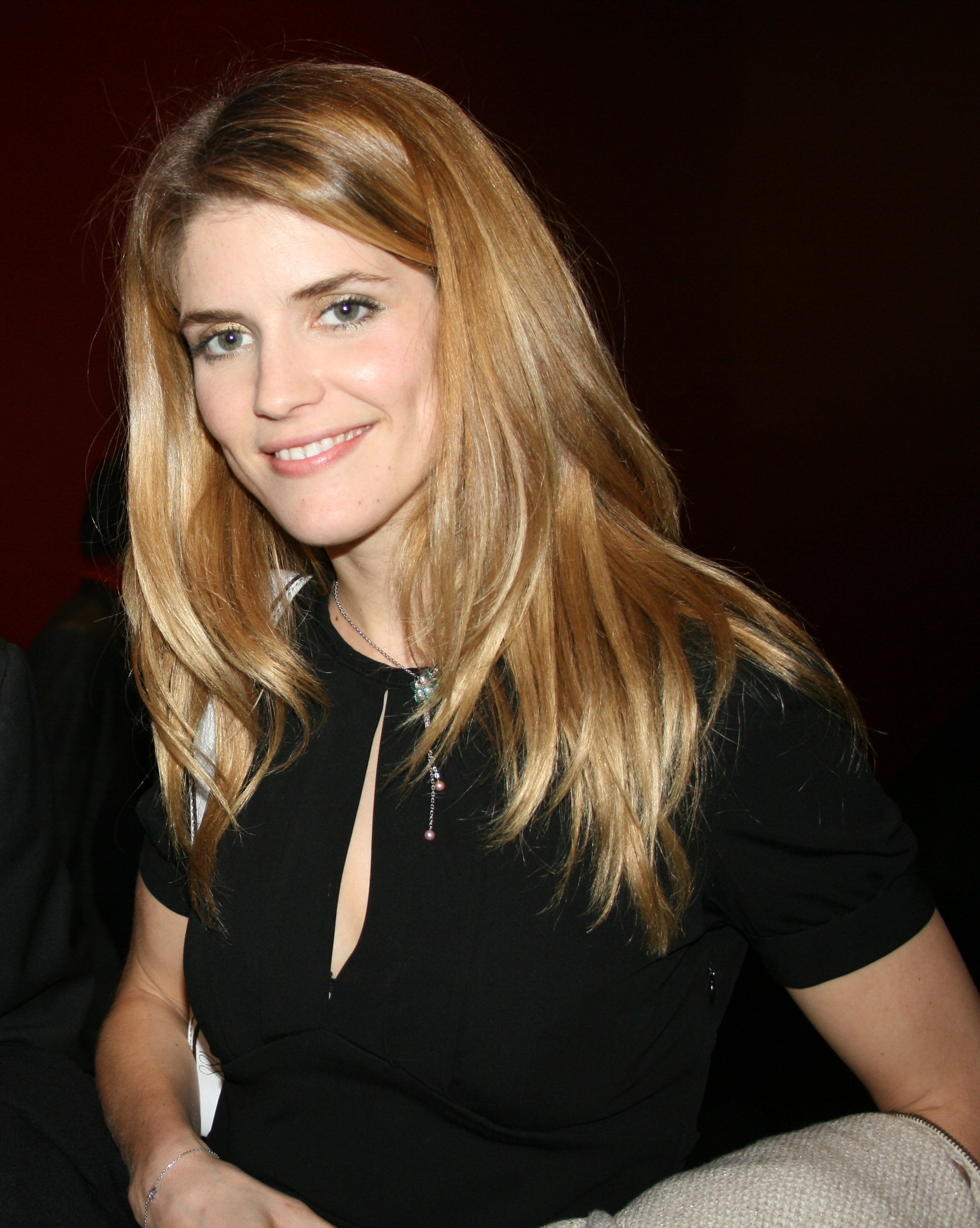
Alice Taglioniová

- Sans arme, ni haine, ni violence (2008)
- Ca$h (2008)

### Televize
- Quatre copains (2001)
- Ton tour viendra (2002)
- P.J. (1 díl jako C.I.D.): Taupe (2002)
- La Vie devant nous (2002)
- Frank Riva (1 díl): La croix étoilée (2003)
- Adventure Inc. (1 díl): Trapped (2003)
- Les Enquêtes d'Éloïse Rome (1 díl): Joanna est revenue (2003)